# Wiatrak w Wijk koło Duurstede
Wiatrak w Wijk bij Duurstede, właściwie Wiatrak w Wijk-bij-Duurstede (niderl. De molen van Wijk bij Duurstede) – obraz olejny namalowany w 1670 przez Jacoba Izaakszoona van Ruisdaela, holenderskiego malarza, pejzażystę. Prezentowany jest w Rijksmuseum w Amsterdamie.

## Opis
Obraz przedstawia rozległy widok na jezioro i wybrzeże u którego usytuowane jest miasto. Po rzece płyną dwie żaglówki i dwie łodzie, które są rozmieszczone w różnych planach. Na bliższej z żaglówek dostrzegalne są postaci tworzące załogę, obok żaglówki płynie łódź ratunkowa. Dalej płynie inna łódź, na której siedzi rybak. Zza brzegu wystaje trzecia żaglówka, o dwóch masztach, do której podąża czteroosobowa załoga. Brzeg umocniony jest palami, z których część jest połamana i powywracana. Scenerię krajobrazową tworzy bujna roślinność, zarówno na pierwszym planie przy brzegach rzeki, jak w dalszych planach. Po wydeptanej dzikiej drodze wędrują trzy kobiety w białych sukniach i żółtych chustach, z których jedna trzyma butlę na wodę. W oddali widoczna jest idąca para. Spośród małomiasteczkowej zabudowy wyróżnia się zamek z licznymi wieżyczkami, sąsiadująca z nim niewielka brama oraz tytułowy wiatrak otoczony bujną roślinnością. Zbudowany z kamienia czteroskrzydłowy wiatrak ma formę cylindryczną, posiada niewielkie okno, otwarte drzwi oraz wąskie prześwity. Do bryły wiatraka dookoła dostawiona jest drewniana konstrukcja balkonu z balustradą o którą opiera się mężczyzna odziany w ciemnozielonkawy płaszcz i kapelusz. Horyzont umieszczony został nisko, przez co większość obrazu wypełnia pochmurne niebo. Utrzymane w szarych, granatowych i ultramarynowych tonacjach gęste kłębiny chmur nie zakrywają całkiem nieba. Przez nie przenika słoneczne światło, które rozświetla niewielkie fale rzeki, przybrzeżne pale, żagle statku, mury wiatraku, drzewa i kostiumy postaci.
Krajobraz jest w pełni autentyczny, przedstawia on miasto Wijk bij Duurstede położone w prowincji Utrecht nad rzeką Lek. Na podstawie źródeł archiwalnych wiemy iż widoczny na wieży kościoła św. Marcina (St Maartenskerk) zegar został umieszczony w 1668, dwa lata przed namalowaniem przez Ruisdaela tego dzieła. Z wiatrakiem sąsiadowała Brama Panieńska (Vrouwenpoort), której malarz nie namalował, w zamian na tym miejscu zostały namalowane trzy kobiety, przez co ten sztafaż jest także kadrem z życia codziennego w holenderskim miasteczku, który tworzą także zajmujący się rybołówstwem żeglarze. Zapowiadające wiatr i deszcz chmury nadają treści obrazu pewnego niepokoju, jednakże wciąż jest pogodnie i spokojnie. Fale i układ żagli obrazują letnią bryzę.
Obraz jest przykładem typowego dla Jacoba van Ruisdaela obrazowania żywiołów, które stanowią istotę w jego stylu. Wiatrak z Wijk koło Duurstede jest przykładem gdzie malarz balansował między artystyczną imaginacją i empiryczną obserwacją rzeczywistości. Wszakże obraz sprawia wrażenie namalowanego w plenerze, w rzeczywistości w znacznym stopniu Ruisdael wykonał go w swoim atelier, co było wówczas powszechne w praktyce malarskiej.